# Eustigmatophyceae
Eustigmatophyceae é um pequeno grupo de algas unicelulares, que inclui cerca de 15 espécies marinhas, de água doce e do solo, pertencentes ao agrupamento taxonómico Stramenopiles.

## Descrição
Todas as espécies incluídas neste agrupamento são unicelulares, com células cocoides e paredes celulares de polissacáridos. Apresentam um ou mais cloroplastos de coloração verde-amarelada que contêm clorofila a e os pigmentos acessórios violaxantina e β-caroteno.
Os zoóides (gâmetas) apresentam um ou dois flagelos que surgem do ápice da célula. Ao contrário do que ocorre em outros Stramenopiles, os zoóides não apresentam os organelos fotorreceptores típicos (estigma ou mancha ocular), tendo em seu lugar um estigma vermelho-alaranjado localizado fora do cloroplasto no extremo anterior do zooide.
Os membros de Eustigmatophyceae são autótrofos fotossintéticos. A maioria dos géneros vive em água doce ou no solo, mas o género Nannochloropsis contém espécies marinhas picofitoplanctónicas (2-4 μm).